# مایت (مصر باستان)

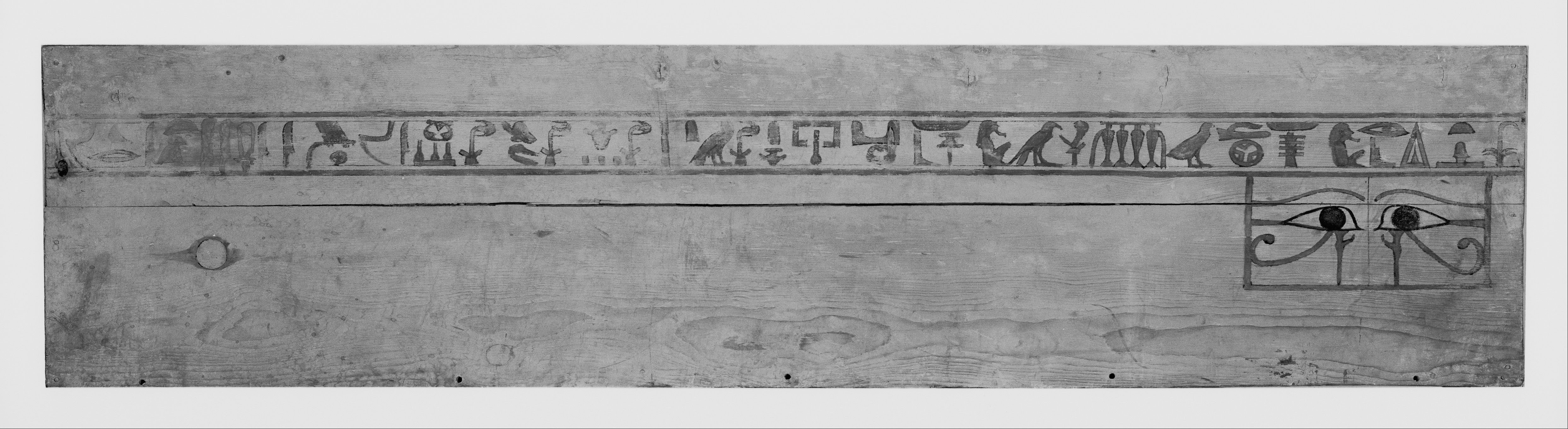
تابوت چوبی داخلی مایت

مایت  (انگلیسی: Mayet؛ معنای تحت‌اللفظی: گربه) یا می‌ئیت (انگلیسی: Miit) دختربچه‌ای در مصر باستان بود که در معبد وداع شاه منتوحتپ دوم (که حدود ۲۰۶۱ تا ۲۰۱۰ پیش از میلاد سلطنت کرد) در دیر البحری به خاک سپرده شد. محل دفن او به‌طور کامل و دست‌نخورده کشف شد. جایگاه دقیق او در خانواده سلطنتی منتوحتپ دوم هنوز مورد بحث است.
آرامگاه مایت در فصل حفاری ۱۹۲۰–۱۹۲۱ توسط هیئت مصری موزه هنر متروپولیتن به سرپرستی مصرشناس «هربرت یوستیس وینلاک» کشف شد. آرامگاه او در پشت یک سازه‌ی ستون‌دار و در مرکز مجموعه معبد قرار داشت. در بخش پشتی این بنا، شش آرامگاه همراه با نیایشگاه یافت شد. پنج مورد از این دفن‌ها مربوط به زنان سلطنتی دارای لقب «همسر شاه» بودند (عاشیت، هنحنت، کاویت، کِمسیت و سادِه). ششمین دفن متعلق به مایت بود. با این حال، هیچ عنوانی بر روی اشیای به‌جامانده از او یافت نشد، و جایگاهش نسبت به پادشاه و سایر زنان مشخص نیست. به‌طور کلی فرض بر این است که او دختر پادشاه بوده، چرا که هنگام مرگ حدود پنج سال داشته است.

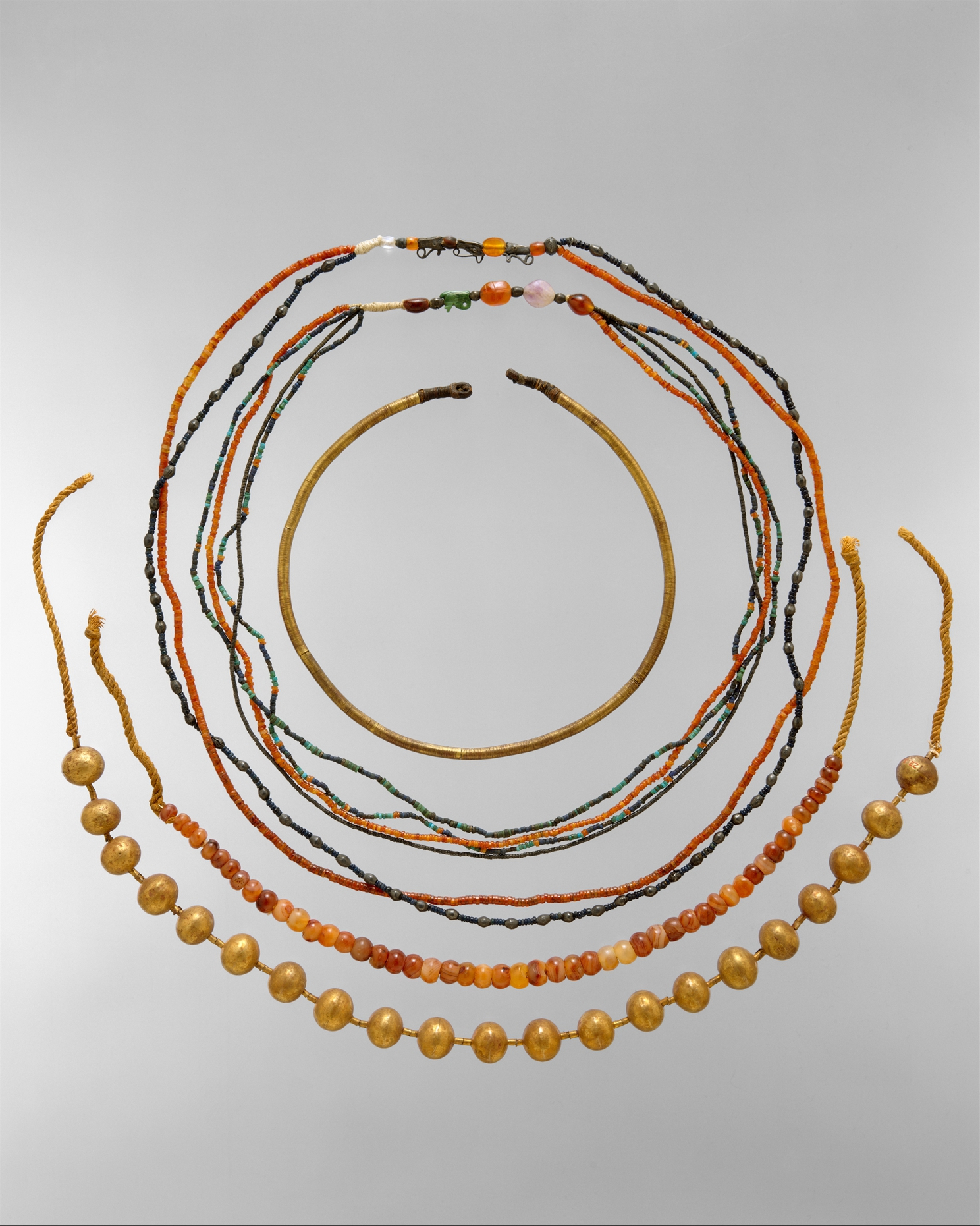
پنج گردنبند در درون نوارهای مومیایی مایت یافت شد.

آرامگاه او شامل یک اتاقک منفرد در انتهای یک چاه عمودی بود. در این اتاق یک تابوت سنگی مستطیلی شکل قرار داشت. هنگام کشف، اتاقک تا لبه‌ی درِ تابوت با خاک پر شده بود. جسد دخترک درون دو تابوت چوبی تودرتو قرار داده شده بود که درون تابوت سنگی بدون کتیبه‌ای از جنس سنگ آهک گذاشته شده بودند. تابوت بیرونی حدود ۲۰۰ سانتی‌متر طول داشت و از چوب (احتمالاً چنار مصری) ساخته شده و به رنگ سفید نقاشی شده بود؛ کتیبه‌هایی سبز با حاشیه‌های مشکی روی آن نوشته شده بود. تابوت درونی کمتر از ۱۸۰ سانتی‌متر طول داشت و از چوب سرو یا کاج ساخته شده بود که رنگ زرد داشت. درِ آن هنگام کشف با نوارهایی از کتان محکم شده بود. نشان‌هایی وجود دارد که این تابوت‌ها در اصل برای فرد دیگری ساخته شده بودند و نام‌ها بعداً برای استفاده‌ی مایت تغییر داده شده‌اند. همچنین ابعاد این تابوت‌ها بزرگ‌تر از اندازه‌ی مورد نیاز بودند، که نشان می‌دهد مرگ او ناگهانی بوده و آمادگی خاصی برای تدفین او وجود نداشته است.
جسد مایت به پهلو خوابانده شده بود، با کفن‌هایی پوشیده شده و در لایه‌هایی از پارچه‌ی کتان پیچیده شده بود. یک ماسک مومیایی نیز بر چهره‌اش گذاشته بودند. وینلاک هنگام بررسی، مومیایی را باز کرد و دریافت که برای افزایش طول جسد از بالشتک‌هایی درون پارچه‌پیچی استفاده شده بود.  در میان لایه‌های پارچه، پنج گردنبند یافت شد که برخی از آن‌ها از طلا و نقره ساخته شده بودند. سه گردنبند تک‌رشته‌ای بودند: دو عدد از جنس طلا (یکی با مهره‌های توخالی گرد، دیگری با دیسک‌های کوچک روی بند چرمی)، و سومی از جنس سنگ عقیق سرخ (کارنلین). دو گردنبند چندرشته‌ای بودند که از مهره‌های کوچک سنگی و شیشه‌ای ساخته شده بودند؛ هر دو شامل مهره‌هایی با نماد «چشم حوروس» بودند — یکی از جنس نقره، دیگری از یَشم سبز. ترتیب دقیق مهره‌ها با دقت بسیار هنگام حفاری ثبت شد و در برخی موارد حتی بند یا نخ چرمی اصلی هم باقی مانده بود.